# Alliance for Open Media
Alliance for Open Media (zkráceně AOMedia) je open-source sdružení, které v roce 2015 spoluzaložily prominentní technologické firmy Google, Amazon, Microsoft, Apple, Cisco, Intel, Mozilla, Netflix, nVidia, Samsung, Tencent a Meta. Klade si za cíl zpřístupnit uživatelům nové technologie pro streamování vysoce kvalitních audiovizuálních souborů s optimalizací pro web a velkou škálu zařízení.

## AV1
AOMedia stojí za vznikem formátu AV1, který je otevřený a bez poplatků za licenci. Formát vznikal pod záminkou odvrátit se od licencovaných a drahých patentů. Byl vybudován na základě formátu VP9 členské firmy Google. Licence, pod kterou spadá přímo AOMedia, je AOMedia Patent License 1.0. Tato licence umožňuje volné a bezplatné využití nejen členům organizace, ale i veřejnosti. Součástí je i obranný systém pro případné pokusy o zneužití a nepravé žádostí o patent.

## Konkurence
Společnost na trh vstoupila v jasné opozici doposud největšího hráče v prostředí videodistribuce. Moving Picture Experts Group (MPEG) je provozovatelem formátu AVC (také H.264 nebo MPEG-4 Part 10), ten je napříč průmyslem nejpoužívanější, za jeho použití je však třeba zaplatit licenci (patenty licencuje společnost MPEG-LA). AVC má jako následovníka formát HEVC, který je oproti němu o něco efektivnější. Kompresní algoritmus AV1 však dosahuje výsledků až o 34 % lepších při stejné zdánlivé kvalitě videa. Dohromady s počátečními problémy s implementací HEVC situace posloužila jako příležitost pro AV1, který v roce 2018 vstoupil na trh jako novější a efektivnější varianta.

## Struktura
Struktura organizace se dělí na vedoucí orgán (Steering Comittee), developerský orgán (Codec Working Group), orgán softwarové implementace (SIWG) a doprovodné orgány dohlížející na ukládací formáty a objemová vizuální média.

## Noví členové
Kromě zakladatelských společností se od jejího vzniku zapojily i další. Mezi významné ambasadory patří např. Adobe, VLC, AMD, Vimeo, Bitmovin nebo Zoom.